# Shang Salcedo Place
Shang Salcedo Place es un edificio residencial ubicado en Macati, Gran Manila, Filipinas. Está situado en la Avenida Sen. Gil Puyat y las calles Tordesillas y H. V. de la Costa.

## Ubicación
La torre se ubica en la Avenida Sen. Gil Puyat en el distrito central de negocios de Makati y a pocas manzanas de la Avenida Ayala, el Parque Salcedo, el Auditorio Carlos P. Rómulo, el Museo Yuchengco, el campus de la FEU en Makati, la Universidad Mapúa de Makati y la Universidad Ateneo de Manila, Campus Salcedo.

## Arquitectura y diseño
Pimentel Rodriguez Simbulan and Partners fue la firma de arquitectura responsable de Shang Salcedo Place, junto con Wong and Tung International Ltd., que se encargó de la construcción del edificio. Sy^2 + Associates se encargó de la estructura del edificio. J. P. Rapi (Philippines) Inc. se encargó de los sistemas mecánicos, eléctricos y de fontanería del edificio. Megawide Construction Corporation fue el contratista principal del edificio.